# غريب البحيرة
غريب البحيرة (بالفرنسية: L'Inconnu du lac)‏ هو فيلم إثارة درامي فرنسي صدر في سنة 2013. الفيلم من إخراج آلان غيرودي. عُرض الفيلم لأول مرة في مهرجان كان السينمائي 2013 بقسم جائزة نظرة ما، وحصل فيها مخرج الفيلم على جائزة أفضل فيلم بالمهرجان. كما حصل الفيلم على جائزة كوير بالم.

## الميزانية والإيرادات
بلغت تكلفة إنتاج الفيلم حوالي 1.3 مليون دولار بينما حقق إيرادات تقدر بـ 1.6 مليون دولار.

## وصلات خارجية
- غريب البحيرة على موقع IMDb (الإنجليزية)
- غريب البحيرة على موقع ميتاكريتيك (الإنجليزية)
- غريب البحيرة على موقع روتن توميتوز (الإنجليزية)
- غريب البحيرة على موقع نتفليكس (الإنجليزية)
- غريب البحيرة على موقع قاعدة بيانات الأفلام العربية
- غريب البحيرة على موقع ألو سيني (الفرنسية)
- غريب البحيرة على موقع أول موفي (الإنجليزية)
- غريب البحيرة على موقع بوكس أوفيس موجو (الإنجليزية)
- غريب البحيرة على موقع فيلمافينيتي (الإسبانية)
- غريب البحيرة على موقع قاعدة بيانات الأفلام السويدية (السويدية)